# Megamix (Siniša Vuco)
Megamix je drugi kompilacijski album hrvatskog glazbenika Siniše Vuce. Objavljen je 2003. u izdanju diskografske kuće Croatia Records.

## Popis pjesama
1. "Mješavina 1"
  1. "Molim te, vrati se"
  2. "Sestro, odlazi"
  3. "Nedjelja"
  4. "Calen bite"
  5. "Volim piti i ljubiti"
  6. "Proljeće"
  7. "Poslije njega"
2. "Mješavina 2"
  1. "Crna ženo"
  2. "Pije mi se"
  3. "Sanja"
  4. "Vode se ne napila"
  5. "Siromasi"
3. "Mješavina 3"
  1. "Na vjenčanju tvome"
  2. "Đavolica"
  3. "Zapalit ću pola grada"
  4. "Proklete da su"
  5. "Zbogom majko, zbogom oče"
  6. "Ostao sam sam"
  7. "Pusti me da pijem"
4. "Mješavina 4"
  1. "Nek' sam pijan"
  2. "Podigla me iz pepela"
  3. "Duša Seljačka"
  4. "Rujna zora"
  5. "Hoću žene"
5. "Mješavina 5"
  1. "Ima žena, nema broja"
  2. "Magija"
  3. "Što mi lomiš dušu?"
  4. "Nema sreće u ljubavi"
  5. "Kraljica kafana"
  6. "Pijanica"
6. "Mješavina 6"
  1. "Rajske kočije"
  2. "Od ljubavi davne ne živi se"
  3. "Stari se"
  4. "Nisi ti od jučer"
  5. "Draga"